# Tivela lineata
Tivela lineata is een tweekleppigensoort uit de familie van de Veneridae. De wetenschappelijke naam van de soort werd in 1851 voor het eerst geldig gepubliceerd door George Brettingham Sowerby II.